# Divisões administrativas das Filipinas

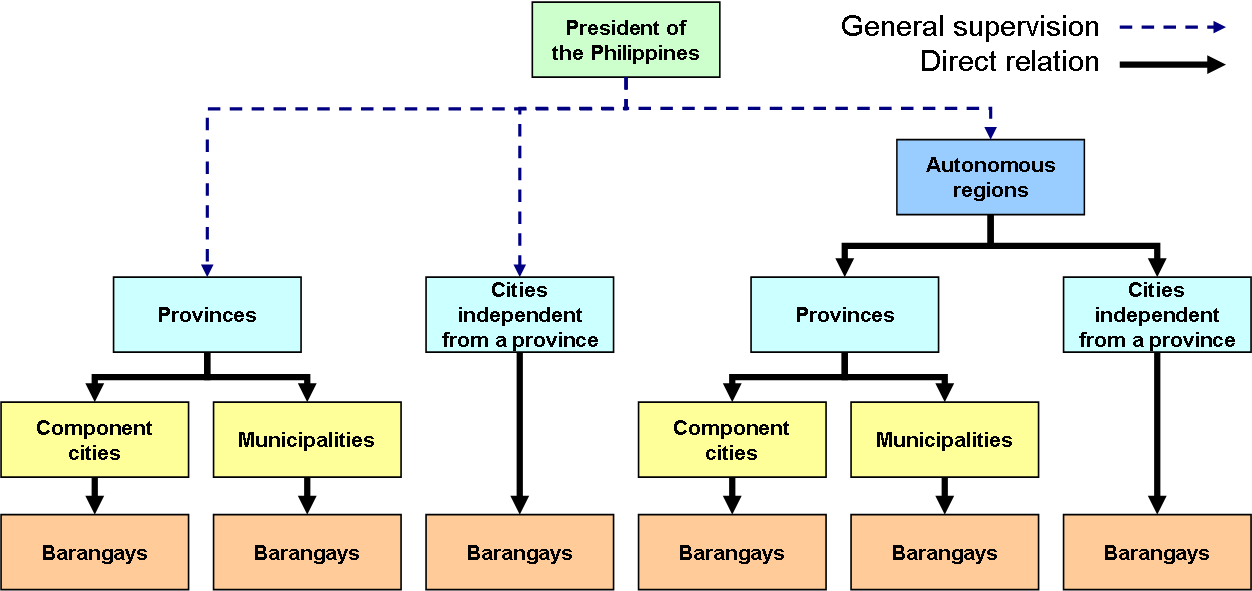
Hierarquia do governo local. As linhas tracejadas que emana do presidente significam que o Presidente apenas exerce “supervisão geral” sobre o governo local.

A Filipinas têm quatro classes principais de divisões administrativas eleitas, muitas vezes agrupadas como Unidades do governo local (LGUs). Eles são, da maior para a menor divisão:

## Regiões
Regiões são agrupamentos de províncias administrativas. Todos com exceção de uma região não têm poder político, mas servem apenas como agrupamentos administrativos das províncias. A região autônoma muçulmana de Mindanao tem o poder político, e é dirigido por um governador regional. Se a Região Administrativa de Cordillera se tornasse autônoma, também teria o poder político.
Todas, com exceção de uma região, são divididas em províncias. Metro Manila (a Região Capital National), devido ao seu ambiente urbano, não está dividido em províncias, mas está dividido diretamente em cidades e municípios. As cidades e municípios da região metropolitana de Manila são agrupadas em distritos não-funcionais para fins administrativos.
A Suprema Corte tem, no passado, determinou que uma região deve ser composta por mais de uma província.

## Distritos legislativos
Além disso, as Filipinas também é dividida em distritos legislativos. Os distritos legislativos podem ser uma única província, um grupo de cidades e / ou municípios, uma única cidade, ou, nos casos em que uma cidade tem uma grande população, um grupo de barangays.
O objetivo dos distritos legislativos é para a eleição dos representantes para a Câmara dos Deputados, e na maioria dos casos, também representantes da Sangguniang Panlalawigan (conselho provincial) ou Sangguniang Panlungsod (conselho da cidade). Distritos legislativos não exercem funções administrativas.
Se uma província ou uma cidade é composta de apenas um distrito legislativo, é dito ser um lone distrito (por exemplo, o "Lone distrito da cidade de Muntinlupa").

## Regiões judiciais
As Filipinas é dividido em treze regiões judiciais, com a finalidade de organizar a hierarquia judicial. As regiões judiciárias continuam a refletir a configuração regional original, introduzido pelo ex-presidente Marcos.

## Estatística
Aqui está uma tabela mostrando o número de atuais províncias, municípios e cidades das Filipinas.
| Tipo      | Chefe da administração | Título filipino | Número |
| --------- | ---------------------- | --------------- | ------ |
| Província | Governador             | Gobernador      | 80     |
| Município | Prefeito               | Alkalde         | 1514   |
| Cidade    | Prefeito               | Alkalde         | 136    |